# Wojnowice (województwo zachodniopomorskie)
Wojnowice – uroczysko - dawna miejscowość w Polsce położona w województwie zachodniopomorskim, w powiecie pyrzyckim, w gminie Lipiany.
Na zdjęciach satelitarnych widoczne jest zadrzewienie o długości około 200 m i szerokości 50 m, widoczny jest ślad fundamentów jednego budynku.
W latach 1975–1998 miejscowość administracyjnie należała do województwa szczecińskiego.